# Jeon Na-young
Jeon Na-young (L'Aia, 9 gennaio 1989) è un'attrice teatrale e cantante sudcoreana naturalizzata olandese, nota soprattutto come interprete di musical nel Regno Unito, Paesi Bassi e Corea del Sud.

## Biografia
Il suo debutto professionale avviene nel 2011, quando viene scelta per interpretare la protagonista Kim nel tour dei Paesi Bassi di Miss Saigon, un musical in cui avrebbe nuovamente recitato nel tour britannico del 2017, questa volta nel ruolo della prostituta Gigi. Ha debuttato sulle scene londinesi nel 2013, quando ha interpretato Fantine in Les Misérables al Queen's Theatre; ha continuato a interpretare il ruolo anche nel 2014 a Londra e nel 2015 nel tour coreano del musical.
L'anno successivo resta in Corea, dove recita nel ruolo di Esmeralda nel musical di Riccardo Cocciante Notre-Dame de Paris. Nel 2018 torna a recitare a Londra nel revival diretto da Bartlett Sher del musical The King and I al London Palladium, con Kelli O'Hara e Ken Watanabe.